# 仔羊エルマー
仔羊エルマー（こひつじエルマー、1982年5月7日 - ）は、日本のお笑い芸人。男性のピン芸人。
大分県大分市出身。ワタナベエンターテインメント所属。

## 略歴・人物
2005年に芸人活動を開始。所属事務所は、呵生プロダクション → おふぃす犬猫かまきりを経て、2008年4月から代官山プロダクション、2009年からヴァーサタイルエンタテインメント。2010年、オルスタエンタテインメントに所属。この後、ワタナベコメディスクールを経てワタナベエンターテインメントに所属。
自分が主演のライブ『仔羊エルマー独演界 上質下品唯我独尊』を、2007年中に6回（2月12日、4月9日、6月11日、8月6日、10月8日、12月10日）開催。8月6日の第4回は、出演者を全員同郷の大分県出身者にして開催した。また、自らが企画として加わったライブ『笑×雷×音』（ワーライオン）を、2005年9月22日と2007年9月22日に開催、音楽ライブ『アコギな奴ら』（2005年11月26日から2008年4月26日まで、28回開催）の司会も務めていた。
2010年当時は、鼻の下に「八」の字型の髭を生やしていた。

## 芸風
かつては、刺青模様のものや、パンダの絵が描かれた全身タイツを着てネタを演じ（パンダ模様の時は頭にパンダの耳型も付けている）、7・5調の一言ネタを「ありえな～い、だけどもありえる～」というセリフと振り付けのブリッジと、大の字になったような形で「ハイッ!」と言ったポーズでつないで行っていた。『エンタの神様』での衣装はこれとは違い、女子高生を意識したスカートの制服と青いかつらで、髭も青く染めて「ありえないJK」として出演していた。
のち、2015年は『パイプ椅子で組体操』というネタを演じている。

## 出演

### テレビ
- エンタの天使（日本テレビ） - 2008年11月5日（第7回）、キャッチコピーは「上質下品な全身タイツ」
- テレ遊びパフォー!（NHK総合テレビ）
- エンタの神様（日本テレビ） - キャッチコピーは「ありえないJK（女子高生）」。2009年11月21日から2010年2月27日まで10回出演[6]。
- 地元応援バラエティ このへん!!トラベラー（北海道テレビ、東北放送、テレビ東京、中京テレビ、朝日放送、福岡放送）- 2011年、2012年

### ラジオ
- 仔羊エルマーの菌類みな穴兄弟（インターネットラジオ http://livecast.jp/ ）
- 和気優のアコギな奴ら（インターネットラジオ http://www.livemedia.co.jp/radio ）

### オリジナルビデオ
- 極道アパート（2021年6月2日、竹書房）[8]

### ウェブドラマ
- デリヘルドライバー・史織の誘惑日誌（2022年11月2日、シネポップ、シネマファスト）[9][10]

## CD
- 独唱パンク Vol.4 （2007年12月25日、ピープルズレコーズ）
チバ大三プロデュース。他の参加者はアンダーソン、青木研治、河内伴理、川上テルヒサ、恋川春町、桜川春子、ろみ。ゲスト参加は三上寛。